# Opel Movano
L'Opel Movano è un veicolo commerciale leggero prodotto dalla casa automobilistica tedesca Opel a partire dal 1998, e nel mercato anglosassone è venduto come Vauxhall Movano.

## Profilo e contesto
La prima serie, nata dall'accordo di collaborazione siglato tra Renault, General Motors e Nissan Motor, è stata commercializzata anche come Renault Master e Nissan Interstar.
Oltre che nella versione destinata al trasporto di merci è disponibile anche in versione pulmino.
Nel 2003, così come i gemelli, subì un profondo restyling in cui fu ridisegnata la fiancata anteriore e modificata quella posteriore.
Nel 2011 fu commercializzata la seconda serie, adeguata come la terza serie del Renault Master (uscito però l'anno prima) e come il nuovo Nissan NV400, che sostituisce il Nissan Interstar.
Nel 2022 è iniziata la commercializzazione della terza serie, su base Fiat Ducato. È inoltre prevista una versione 100% elettrica, chiamata Movano-e .